# الظلال والعظام (مسلسل)
ظل وعظم (بالإنجليزية: Shadow and Bone) هو مسلسل فنتازيا أمريكي قادم من إخراج إيريك هايزيرر، المسلسل مبني على رواية تحمل نفس الأسم للكاتبة لي باردوغو.
من المقرر عرض المسلسل على نتفليكس.